# 8 Klavierstucke
I Klavierstücke, opus 76, sono una raccolta di otto pezzi per piano di Johannes Brahms. Composti nel 1878 a Portschach, l'opus venne pubblicata da N. Simrock nel 1879. È costituita da due quaderni, il primo di quattro capricci, il secondo di quattro intermezzi.

## Analisi e struttura
1. Capriccio (in fa diesis minore, in 6/8). Un poco agitato (unruhig bewegt), brano virtuosistico con un'introduzione ripetuta all'ottava superiore. Il tema è seguito dalla sua inversione.
2. Capriccio (in si minore, in 6/8): Allegretto ma non troppo, su un tema ungherese.
3. Intermezzo (in la bemolle maggiore): Grazioso (anmutig ausdrucksvoll), con un tema sincopato e cromatico.
4. Intermezzo (in si bemolle maggiore): Allegretto grazioso, nello spirito di una romanza.
5. Capriccio (in do diesis minore, in 6/8): Agitato ma non troppo presto (sehr aufgeregt, doch nicht zu schnell), il drammatismo è basato sull'instabilità metrica tra i 6/8 della mano sinistra ed i 3/4 della destra.
6. Intermezzo (in la maggiore, in 2/4): Andante con moto (sanft bewegt), la melodia divisa tra due ottave si fonde con la trama armonica.
7. Intermezzo (in la minore, in 4/4): Moderato semplice, lamento, assai popolare per il suo diatonismo.
8. Capriccio (in do maggiore, in 6/4): Grazioso ed un poco vivace (anmutig lebhaft), una linea cromatica sincopata della mano destra fa le funzioni di tema su una struttura armonica labirintica.